# Congressional Cemetery

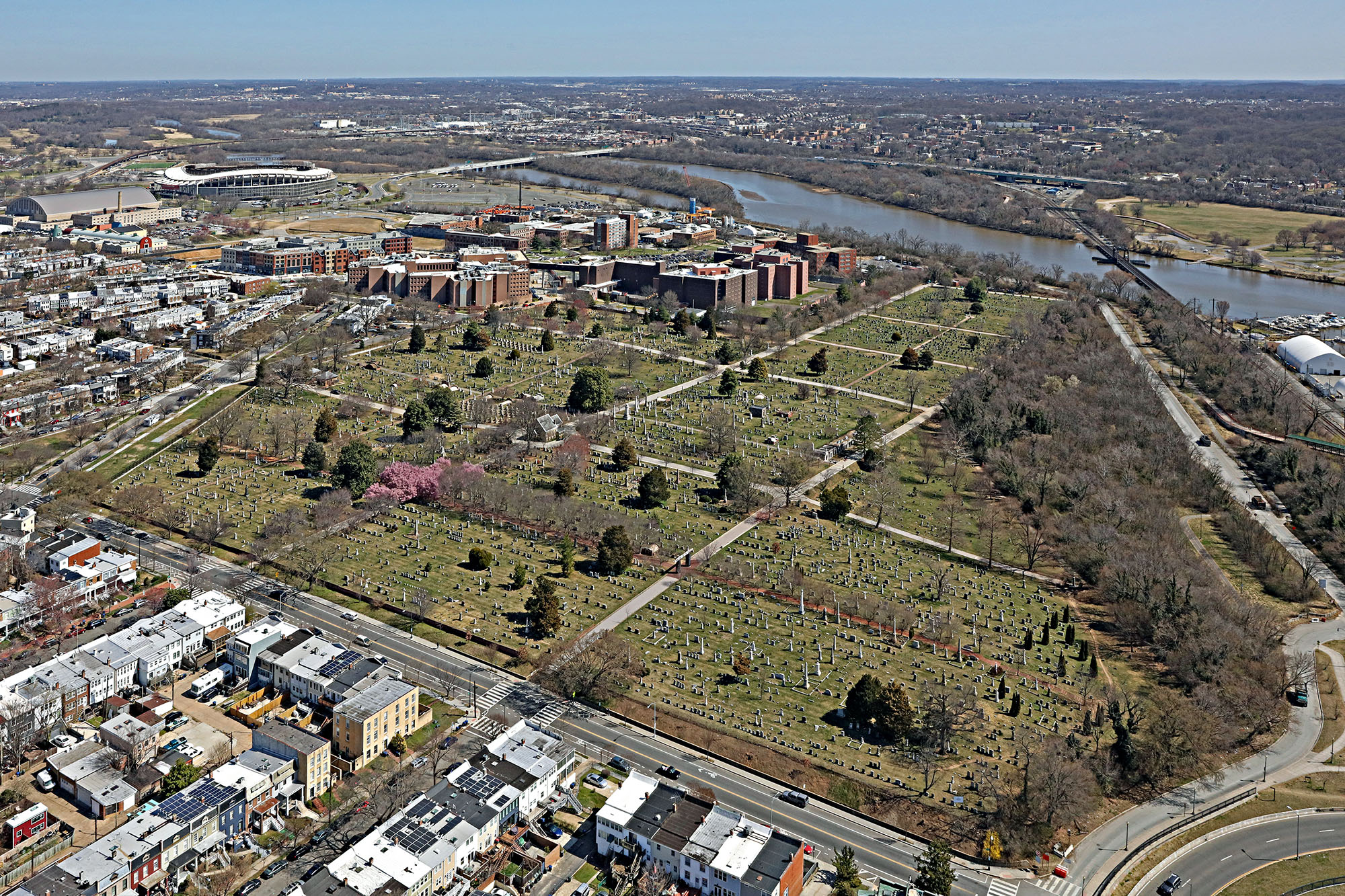
Friedhofsgelände (2021)

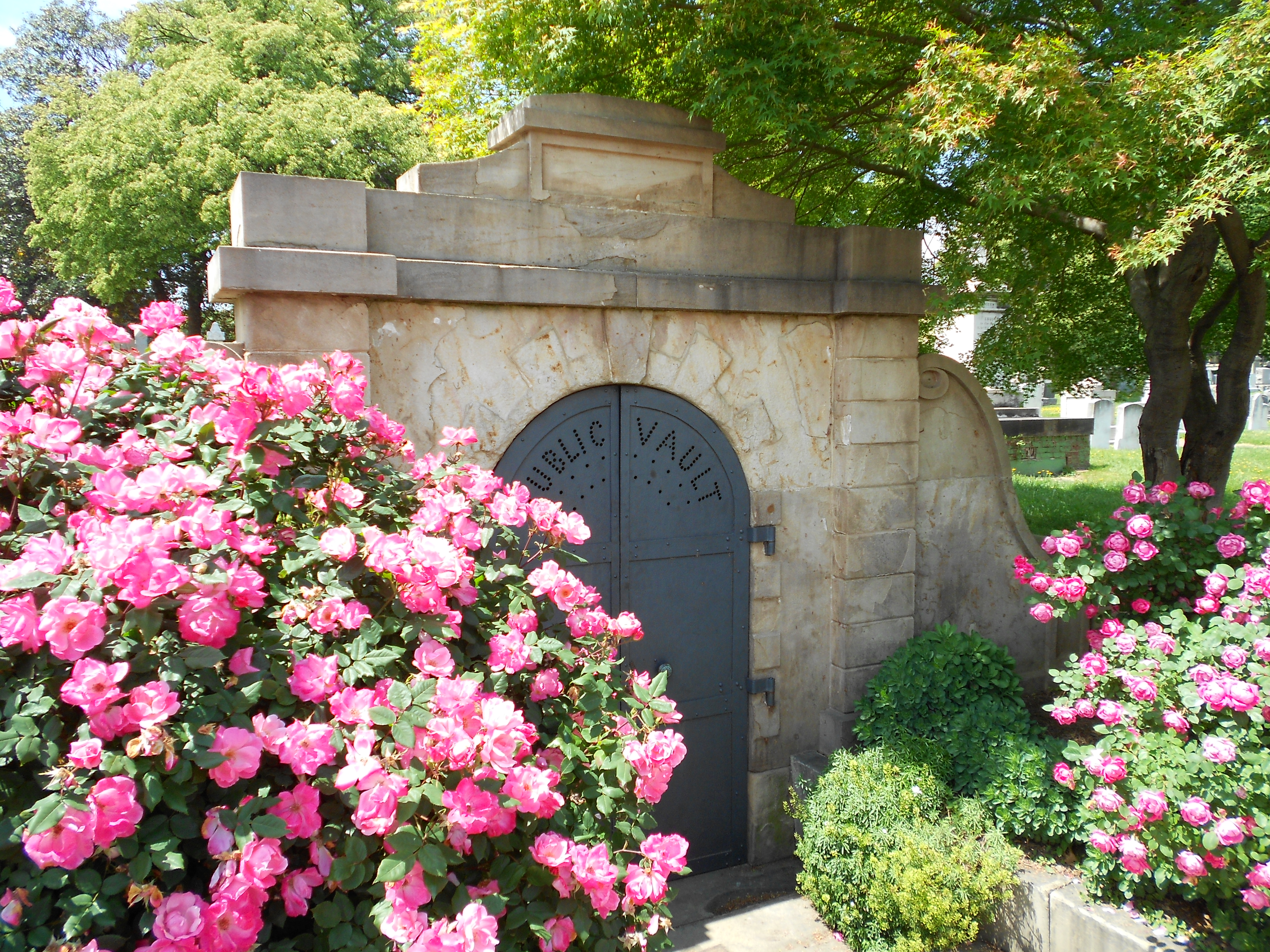
Aufbahrungshalle (2012)

Der Congressional Cemetery (Kongressfriedhof) ist ein Friedhof in Washington, D.C.
Der 1807 gegründete Friedhof wurde 1969 in das National Register of Historic Places und 2011 in die Liste der National Historic Landmarks im District of Columbia eingetragen.

## Grabstätten berühmter Persönlichkeiten
- Nick Begich (1932–1972), Kongressabgeordneter (Kenotaph)
- J. Edgar Hoover (1895–1972), FBI-Direktor
- John Philip Sousa (1854–1932), Komponist von Marschmusik